# Efecto booster
En medicina, el efecto booster consiste en una reacción muy débil de respuesta a la prueba de la tuberculina o Mantoux en pacientes de edad avanzada que se vacunaron o infectaron en su juventud por el bacilo de la tuberculosis (Mycobacterium tuberculosis), debido a que la capacidad de reacción inmunológica disminuye con el transcurso de los años. Cuando se repite la prueba por segunda vez a los 7 o 10 días, el resultado se hace positivo por reforzamiento de la respuesta inmune, sin que ello implique una conversión reciente. La primera prueba se considera en estos casos como un falso negativo y la segunda que se torna positiva es la válida.
Este efecto se produce en personas adultas que se vacunaron en su juventud con BCG, pero también en aquellos no vacunados que sufrieron una infección muchos años antes o en individuos que tienen un sistema inmune debilitado por una enfermedad o por un tratamiento (inmunodeprimidos).